# Cavognathidae
Cavognathidae je čeleď brouků z nadčeledi Cucujoidea, která vznikla oddělením od původní čeledi Boganiidae a rozdělením na tři samostatné čeledi Boganiidae, Cavognathidae a Phloeostichidae.

## Taxonomie
- Čeleď Cavognathidae
  - Cavognatha pullivera Crowson, 1965 – Austrálie
    - Neocercus electus Broun, 1919 – Nový Zéland
- Rod Taphropiestes Reitter
  - Zeonidicola chathamensis Watt, 1980
  - Zeonidicola dumbletoni Watt, 1980 – Nový Zéland